# Trigoniulus digitulus
Trigoniulus digitulus är en mångfotingart som först beskrevs av Bröl.  Trigoniulus digitulus ingår i släktet Trigoniulus och familjen Trigoniulidae. Utöver nominatformen finns också underarten T. d. richmondanus.